# Shahrak-e Vali-Asr
 Shahrak-e Vali-Asr est un quartier du sud-ouest de la capitale iranienne, Téhéran. Le quartier était connu pour être un bidonville. La plupart des habitants sont des travailleurs non qualifiés ou semi-qualifiés. Le quartier compte une population de 286,000 habitants. Leurs revenus sont en dessous du revenu moyen d'un ménage iranien. Les vols et les combats de rues sont fréquents dans ce district. Le trafic de drogue est une activité établie chez les habitants, y compris chez les jeunes.

## Source
- http://www.medscape.com/viewarticle/530407_4